# Neopromachus vestitus
Neopromachus vestitus är en insektsart som först beskrevs av Brunner von Wattenwyl 1907.  Neopromachus vestitus ingår i släktet Neopromachus och familjen Phasmatidae. Inga underarter finns listade i Catalogue of Life.